# President del Tadjikistan
El president del Tadjikistan és el cap d'Estat i cap de govern de la República del Tadjikistan. El president encapçala el poder executiu del govern federal del país i és el comandant suprem en cap de les Forces Armades del Tadjikistan.
Un candidat al càrrec del president ha de ser un ciutadà de la República del Tadjikistan que tingui almenys trenta anys (fins al 2016, el límit d'edat era de trenta-cinc anys), que parli la llengua estatal (és a dir, la llengua tadjik), i que hagi residit permanentment al territori del Tadjikistan durant almenys els darrers deu anys. En el referèndum constitucional del 2016, el poble va aprovar noves esmenes a la Constitució de la República del Tadjikistan: el president de la República del Tadjikistan té dret a presentar-se a aquest càrrec un nombre il·limitat de vegades. Anteriorment, la mateixa persona podia optar a aquesta posició durant no més de dos mandats consecutius.

## Procediment per a la presa de possessió
El president en funcions de la República del Tadjikistan exercirà els seus poders plenament fins que el president electe de la República del Tadjikistan prengui possessió del seu càrrec. El president electe prendrà possessió del seu càrrec a tot tardar un mes després de la data en què la Comissió Central d'Eleccions i Referèndums de la República del Tadjikistan anunciï oficialment els resultats de les eleccions presidencials. Es considerarà que el president de la República del Tadjikistan ha pres possessió del seu càrrec des del moment en què presti jurament al poble del Tadjikistan en el següent contingut en la llengua estatal - llengua tadjik en la sessió conjunta dels membres de totes dues cambres de l'Assemblea Suprema de la República del Tadjikistan en ambient solemne:
| « | Ман, ҳамчун Президент савганд ёд мекунам, ки Конститутсия ва қонунҳои ҷумҳуриро ҳимоя менамоям, таъмини ҳуқуқ, озодиҳо ва шарафи шаҳрвандонро кафолат медиҳам, сарзамин, истиқлолияти сиёсиву иқтисодӣ ва фарҳангии Тоҷикистонро ҳифз мекунам, ба халқ содиқона хидмат менамоям. | » |

| « | Jo, com a President, juro defensar la Constitució i les lleis de la República, garantir els drets, les llibertats, l'honor i la dignitat dels ciutadans, protegir la integritat territorial i la independència política, econòmica i cultural de Tadjikistan, servir fidelment al poble. | » |

## Estendard
El president de la República del Tadjikistan té el seu propi estendard, l'Estendard del President de la República de Tadjikistan, adoptat en 2006. El president també té la seva pròpia insígnia i medalla, que s'usa cerimonialment durant la seva presa de possessió.